# Соколов, Евгений Григорьевич
Евге́ний Григо́рьевич Соколо́в (род. 11 января 1931, Куршенай, Шяуляйский район) — советский легкоатлет, специалист по бегу на средние дистанции. Выступал за сборную СССР по лёгкой атлетике в середине 1950-х годов, призёр первенств всесоюзного и республиканского значения, бывший рекордсмен мира в эстафете 4 × 800 метров, участник летних Олимпийских игр в Мельбурне. Представлял город Витебск и спортивное общество «Спартак». Мастер спорта СССР (1956).

## Биография
Родился 11 января 1931 года в городе Куршенай, Литва.
Занимался лёгкой атлетикой в Витебске, выступал за Белорусскую ССР и добровольное спортивное общество «Спартак».
1 августа 1955 года на соревнованиях в Риге вместе с соотечественниками Георгием Ивакиным, Геннадием Модойем и Олегом Агеевым установил мировой рекорд в эстафете 4 × 800 метров — 7:26.4.
В 1956 году вошёл в состав советской сборной и удостоился права защищать честь страны на летних Олимпийских играх в Мельбурне — в программе бега на 1500 метров с результатом 3:49.2 остановился на стадии полуфиналов.
В 1957 году установил свой личный рекорд в дисциплине 1500 метров — 3:41.7, на чемпионате СССР в Москве показал результат 3:47.5 — тем самым завоевал серебряную медаль, уступив только литовцу Йонасу Пипине.